# Ротопунаму
Ротопунаму — озеро в заповеднике Пиханга, в Национальном парке Тонгариро на Центральном Северном острове Новой Зеландии.
Озеро находится на северо-западном подножии горы Пиханга, в 1,5 км. к северо-востоку от озера Ротоаира, и образовано оползнем около 10 000 лет назад. Ротопунаму питается семью притоками, но не имеет поверхностного стока. Имеет подземный сток.

## Рекреационное значение
Вокруг озера находится тропа длиной 5 километров, к которой можно добраться от дороги Пиханга (State Highway 47) между городами Терейнджи и Тонгариро. Прогулка по этой трассе занимает около двух часов.